# Амберг (Швабія)
Амберг (нім. Amberg) — громада в Німеччині, знаходиться в землі Баварія. Підпорядковується адміністративному округу Швабія. Входить до складу району Унтеральгой. Складова частина об'єднання громад Тюркгайм.
Площа — 10,95 км2. Населення становить 1474 ос. (станом на 31 грудня 2020).